# 경주 술과 떡잔치
경주 술과 떡잔치는 경상북도 경주시에서 매년 4월 중순 열리는 축제이다. 2009년 기준으로 총 관람객 660,474명이었다.

## 역사
대회 개시 당초에는 한국의 전통주와 떡 축제이었으나, 2000년부터 한국의 술과 떡 잔치, 2002년부터 경주 한국의 술과 떡 잔치, 2010년부터 현재와 같은 명칭으로 바뀌었다. 2003년에는 문화관광부(현재는 문화체육관광부) 우수 축제로 선정되었으며 2005년부터는 유망 축제로 4년 연속 선정되었다.

## 부제
- 2006년(제9회): 집집마다 술과 떡이요! 곳곳마다 흥겨운 잔치다
- 2007년(제10회): 머무는 인정! 퍼져나가는 흥겨움!
- 2008년(제11회): 세계 속의 우리의 맛ㆍ멋 그리고 흥!
- 2009년(제12회): 경주의 향과 색
- 2010년(제13회): 술 익는 마을 떡 빚는 고을